# Peter Michel Ladiges
Peter Michel Ladiges, eigentlich Hans-Peter Ladiges, (* 26. Juni 1933 in Hamburg; † 28. Mai 2004 Frankfurt am Main) war ein deutscher Hörspielregisseur. Er war der Sohn des Schauspielers Heinz Ládiges und Ilse Jahn.

## Leben
Nach dem Studium arbeitete Peter Michel Ladiges von 1957 bis 1961 als Lektor und Dramaturg in der Hörspielabteilung des NDR. 1961 bis 1963 war er Regieassistent von Egon Monk beim Fernsehspiel. 1963 wurde er Dramaturg und 1967 stellvertretender Abteilungsleiter in der Hörspielabteilung des SWF. 1969 erhielt seine Inszenierung von Ernst Jandls und Friederike Mayröckers knapp 15-minütigem Hörspiel Fünf Mann Menschen (SWF 1968), das als Urszene des „Neuen Hörspiels“ gilt, den renommierten Hörspielpreis der Kriegsblinden.
Seit 1971 war Peter Michel Ladiges freiberuflich als Regisseur und Autor tätig. Er führte laut ARD-Hörspieldatenbank in mehr als 200 Hörspielen Regie.
Ladiges übersetzte 1974 Teile des ersten Bandes von Carlos Castanedas Die Lehren des Don Juan für ein Radio-Feature im SWF. Es folgten zahlreiche Arbeiten über ethnologische Themen, Features zu Hubert Fichtes Forschungen in Afro-Amerika, Afrika, Hamburg. Der größte Teil der Texte liegt nur im Manuskriptausdruck der Sendeanstalten NDR, SWF, HR, WDR, BR und in privaten Sammlungen vor.

## Veröffentlichungen (Auswahl)

### Bücher
- mit Hanns Fischer, Ulrich Gregor und Hans Helmut Prinzler: François Truffaut. München 1974.

### Artikel
- Ladiges, Peter M. 1958. Ohne Worte. In: Streit-Zeit-Schrift; II.1. Oberursel, Eremiten-Presse, 1958, S. 288.
- Ladiges, Peter M. 1981. Die Anastenaria. Feuerlauf im alten Europa. In: Curare. Zeitschrift für Ethnomedizin und Transkulturelle Psychiatrie 4,3: 143-168 (Verlag Vieweg).
- Ladiges, Peter M. 1984. Kulinarische Systeme. Das kulinarische System der Kartoffel. In: Curare. Zeitschrift für Ethnomedizin und Transkulturelle Psychiatrie 6,3: 209-227 (Verlag Vieweg).

### Briefe
- Briefwechsel mit Hubert Fichte: »In Gedanken unterhalte ich mich die ganze Zeit mit Dir.«. Herausgegeben von Peter Braun. Fischer, Frankfurt am Main 2024, ISBN 978-3-10-397632-8.

## Hörspiele
- 1968: Werner Helmes: Ein Toter für die Braut – Regie (SWF)
- 1968: Ernst Jandl: Fünf Mann Menschen – Regie (SWR)
- 1971: Hubert Fichte: Djemma el Fna – Der Platz der Gehenkten – Regie (SWF/NDR)
- 1973: Raymond Ragan Butler: Feuerzauber – Regie (SWF)
- 1973: Hubert Fichte: Gesprochene Architektur der Angst – Regie (WDR/NDR)
- 1975: Raymond Ragan Butler: Lachen ist gut für die Seele – Regie (SWF)
- 1975: Robert Sheckley: Menschenfalle oder Das Landrennen – Regie (SWF)
- 1975: Leo Goldman: Golf – Regie (SWF)
- 1976: Hadayatullah Hübsch: Der Tag, als Elvis Presley lebenslänglich werden sollte – Regie (HR)
- 1976: Hubert Fichte: San Pedro Claver – Regie, Sprecher (NDR)
- 1978: Maj Sjöwall / Per Wahlöö: Und die Großen läßt man laufen – Regie (WDR/SWF)
- 1978: Maj Sjöwall / Per Wahlöö: Der Polizistenmörder – Regie (WDR/SWF)
- 1978: Maj Sjöwall / Per Wahlöö: Endstation für neun – Regie (SWF)
- 1978: Maj Sjöwall / Per Wahlöö: Die Tote im Götakanal – Regie (WDR/SWF)
- 1981: Woody Allen: Der Tod – Regie (SWF/RB/SFB)
- 1982: Per Wahlöö: Das Lastauto – Regie (SWF)
- 1983: Matthias Horx: Es geht voran (Das große Licht) – Regie (SWF/SFB)
- 1983: Janwillem van de Wetering: Outsider in Amsterdam – Regie (WDR/SWF)
- 1983: Janwillem van de Wetering: Der Tote am Deich – Regie (WDR/SWF)
- 1984: Janwillem van de Wetering: Tod eines Straßenhändlers – Regie (WDR/SWF)
- 1984: Janwillem van de Wetering: Der blonde Affe – Regie (WDR/SWF)
- 1985: Janwillem van de Wetering: Der Commissaris geht in Kur – Regie (Kriminalhörspiel – SWF/SFB)
- 1986: Edward Boyd: Bullivants Match oder Brachvogel im Herbst – Regie (SWF)
- 1988: Janwillem van de Wetering: Der Feind aus alten Tagen – Regie (SWF)
- 1988: Janwillem van de Wetering: Rattenfang oder die Sache der Friesen – Regie (SWF)
- 1989: Jakob Arjouni: Mehr Bier – Regie (SWF)
- 1991: Manuel Vázquez Montalbán: Der Schuß aus dem Hinterhalt – Regie (SWF/HR)
- 1995: Maj Sjöwall Per Wahlöö: Alarm in Sköldgatan – Regie (NDR)
- 1999: Johnston McCulley: Zorro – Der Fluch von Capistrano – Regie (BR)
- 2000: Laurence Shames: Stille Tage in Key West – Regie (BR)
- 2009: Friedrich Ani Uta-Maria Heim: Falsches Herz – Regie (SWR)